# Municipio X (2001-2013)
Pour l’article homonyme, voir Municipio X (2013).

Localisation de l'ancien Municipio X sur la carte administrative de Rome avant 2013.

Le Municipio X est une ancienne subdivision administrative de Rome située au sud-est de la ville.

## Historique
En mars 2013, il est fusionné avec l'ancien Municipio IX pour former le nouveau Municipio VII.

## Subdivisions
Il était divisé en onze zones urbanistiques :
- 10a - Don Bosco
- 10b - Appio Claudio
- 10c - Quarto Miglio
- 10d - Pignatelli
- 10e - Lucrezia Romana
- 10f - Osteria del Curato
- 10g - Romanina
- 10h - Gregna
- 10i - Barcaccia
- 10l - Morena
- 10x - Ciampino